# 高橋信雅
高橋信雅（たかはし のぶまさ、1973年5月6日 - ）は、日本のアーティスト、イラストレーター、アートディレクター。
神奈川県の湯河原町福浦地区出身。桑沢デザイン研究所卒業。

## 経歴
1995年桑沢デザイン研究所在籍中からフリーのアーティスト、イラストレーターとして活動している。
1997年にアトリエ「ばあちゃんハウス」設立、そこからマニアックな作品を世界に向けて発信している。
絵の具や画法を混合する「ミクストメディア」という手法を中心に作品制作を行っているため様々な画風を持つ。
2007年に桑沢デザイン研究所の同期、藤沼憲隆と共に「株式会社NN」を設立。正式にアートディレクターとしても活動を開始。
「夢のようなことを実現化できる大人を増やして、日本を、そして世界をより面白く」を掲げ、自身のアーティスト活動と重ねて、グラフィックデザインや、プロダクトデザイン、作家のサポート活動も展開している。
実弟はDJ・作曲家の高橋良爾。2012年より香川県高松市「仏生山温泉」番台。

## 主な作品

### 公開制作
- 河口湖 Artgaia Kawaguchiko Museum（現在：北原ミュージアム）階段ホール常設壁画 公開制作（2006-2007年）
- NY マイクロソフト社メモリーオーディオ「zune original」のプレスパーティにてライブペインティング＋オークション（2007年）
- SUMMER SONIC アートブース「SONICART」公式アーティスト／東京会場にてライブペインティング（2007-2009年）
- NYセントラルパーク 「JAPAN DAY 2008」公式アーティスト（2008年）
- 大阪梅田サンケイビル 「ブリーゼタワー」常設壁画 公開制作（2008年）
- キッズデザイン協議会「Kids Design Award 2008」 公式アーティスト（2008年）
- 箱根 彫刻の森美術館 40周年記念壁画 「HAKONE OPEN-AIR GRAFFITI」公開制作（2009年）
- 箱根 彫刻の森美術館 40周年記念壁画 「JAPANESE GRAFFITI "40"」公開制作（2009年）
- カナダ文明博物館 日本特別展「JAPAN: TRADITION. INNOVATION.」壁画 公開制作（2011年）
- SUMMER SONICアートブース「SONICART」公式アーティスト／ 東京会場にてメルセデス・ベンツのボディにMr.Paprikoと金丸遥とライブペインティング（2011-2013年）

### コラボ作品
- 高松市四国経済産業局 地場産業活性化プロジェクト「アーティストインファクトリー」（2009年）
- ヱヴァンゲリヲン新劇場版:破 「PREMIUM14」Kara/GAINAX 参加（2010年）
- 日本野球機構 60周年記念「ダイヤモンド・ドリームス」参加（2010年）
- ザ・プリンス パークタワー東京 オリジナルトートバッグ NN（2013-2014年）
- 雑誌 Discover Japan 2015オリジナルイラストカレンダー エイ出版（2014年）

### 広告
- CIBONE ショップカード（2007-2008年 ジョージズファニチャ）
- SUMMER SONIC SONICART ジングル プロモーションビデオ制作（2008年 NN）
- 三井不動産 柏の葉キャンバス147街区プロジェクト（2009年 読売広告社+SPIRAL）
- ワコール cw-x 京都マラソン キャンペーングラフィック担当（2011年 SPIRAL）
- 東京ミッドタウン ミッドパーク アスレチック ~東京空中散歩~（2013年 日建リース工業）
- ことでんおんせんポカリスエット（2013年 仏生山温泉+高松琴平電気鉄道+大塚製薬）
- ことでんおんせん（2013年 仏生山温泉+高松琴平電気鉄道）

### 音楽／CDジャケット
- organs cafe
  - 「NOTHING TO DECLARE」Undown（2001年)
  - 「カカリア」ZAIN RECORDS（2001年)
  - 「ah～ Never forget you」ZAIN RECORDS（2001年)
  - 「Ride on」ZAIN RECORDS（2002年)
  - 「CACALIA」ZAIN RECORDS（2002年)
  - 「ah～ Never forget you」ZAIN RECORDS（2001年)
  - 「鍵」slow note（2004年)
  - 「水」slow note（2004年)
  - 「樹」slow note（2004年)

- B’z
  - 「The Ballads ～Love＆B’z～」 VERMILLION RECORDS（2002年)

- 稲葉浩志
  - 「志庵」VERMILLION RECORDS（2002年)
  - 「KI」VERMILLION RECORDS（2003年)
  - 「Koshi Inaba LIVE 2014 ～en-ball～」Tour catalog（2014年）

- コンタクト
  - 「僕達のメロディ」POP RECORDS/POLYSTAR（2003年)
  - 「バイオリズム ep.」WITH/POLYSTAR（2003年)
  - 「バニッシング ep.」WITH/POLYSTAR（2003年)
  - 「君の夢をみたんだ 」WITH/POLYSTAR（2003年)

- Ryu (歌手)
  - 「冬のソナタ 初恋」日本クラウン（2004年)
  - 「聞こえない告白」日本クラウン（2004年)

- 樽栄嘉哉
  - 「rain man's story」bacis records（2010年）
  - 「rain man's story  -Tale of Two-」bacis records（2012年）

- c.cedille
  - 「en lecture」Chameleon-Label（2010年）

- chima
  - 「ココカラ.../止まらぬストーリー」CREATIVE OFFICE CUE/Chameleon-Label（2010年）
  - 「鈴蘭」CUE/Chameleon-Label（2011年）

- Shizuka Kanata
  - 「snow」Chameleon-Label（2013年)
  - 「Divine Hokkaido」Chameleon-Label（2013年)

- TINY DUCKS 
  - 「STAY WITH ME」R135 Tracks（2014年)
  - 「JUST A STORY」R135 Tracks（2014年)
  - 「THIS MUSIC FOR THE PEOPLE」R135 Tracks （2015年)
  - 「CRYING EP」R135 Tracks （2015年)
  - 「3L3QTRO EP」R135 Tracks （2015年)

### 装丁／カット連載
- 書籍 栗山章「ドガダンサーズ」幻冬舎（1995年）
- 「哲学辞書」 栄光（1996-1997年）
- 雑誌 「FASHION COLOR」 日本色研（1999-2005年）
- 雑誌 「FASHION COLOR 別冊」 日本色研（1999-2006年）
- 教育普及用副読本「半世紀の住まい住まい方の変遷」環境計画研究所（2000年）
- WEB 住まいの情報発信局「親子の住まい方教室」国土交通省（2000-2009年）
- 書籍 関口宏 浅井慎平「ALOHA AGAIN」アーティストハウス（2003年）
- 雑誌 すばる文庫 絲山秋子「ダーティ・ワーク」集英社（2005-2006年）
- 雑誌 メイプル 小池真理子「午後の音楽」集英社（2006-2008年）
- 雑誌 イラストレーション 特集「モノクロームの世界」玄光社（2007年）
- 雑誌 pumpkin 諸田玲子「夕霧ホテルの娘/占領下の恋/戦後の荒波」潮出版社（2008-2010年）
- 雑誌 Discover Japan 創刊号 「京都の秘密」エイ出版（2009年）
- 雑誌 Discover Japan TRAVEL 創刊号 「箱根の秘密」 エイ出版（2009年 ）
- ガイドブック「空旅styleシリーズ」 成美堂出版（2012-2013年）

### プロダクト
- Flower series Postcard set（2004年 ラ・ディファンス ディフュージョン）
- Y’s カットソー（2005年 ヨウジヤマモト）
- 水金地火木土天冥海 極道浴衣 （2007年/2008年 H.P.FRANCE）
- zune original（2007年 Microsoft）
- おみやげものブランド 「腹ずもう」 （2009年 国立新美術館 ミュージアムショップ SFT)
- ウルトラちびマッチ 「classic」（2009年 国立新美術館 ミュージアムショップ SFT+NN)
- ハンカチ、地図「FROM TOKIO」（2009年 国立新美術館 ミュージアムショップ SFT)
- 天紅、大阪、五大力ポスター（2010年 Gamma Profoma）
- unfinished and unpublished（2010年 StudioMatador）
- おばけパズル（2010年 横浜ランデヴープロジェクト）
- breadworks グッズ (2010 T.Y.Express)
- J-WAVE2011ポスター/ダイアリー (2010年 J-WAVE)
- 箱根 彫刻の森美術館「ルートート」（2010年 箱根 彫刻の森美術館）
- 箔押しティッシュ（2010年 コスモテック＋NN）
- ヌーベル和三盆「ガイコツ」（2011年 高松丸亀町商店街）
- Toothbrush Holder 「His」 「Hers」 「Policekids」（2011年 CIBONE)
- cw-x 京都マラソン2012特別限定モデル（2011年/2012年 ワコール）
- 立体手袋シリーズ 「日ノ丸富士山」「赤鬼青鬼」（2011年 NN)
- ウルトラちびマッチ「building」（2012年 NN)
- OBAKE-T（2012年 NN）
- 河口湖 壁画完成記念ポスター/ポストカード（2013年リニューアル（2007年発売） NN)
- 香川黒1号 かがわどくろ（2013年 筒井製菓）
- 重なるシリーズ（2013年 NN）
- ポスト・ザ・ポストカード（2013年 NN）
- &cushion（2013年 ジョージクリエイティブカンパニー）
- CLOUD CHIEF （2014年 リエトゥス）
- LIFE × ISETAN collaboration NOBLE NOTE（2014年 ライフ）

### 著作
- Nobumasa Takahashi Art exhibition JAPANESE GRFFITI DVD（映像/デザイン：A.N.P.　音楽担当：高橋良爾　アートワーク：高橋信雅　2006年9月 発売元：ドングリソフト）

### 共著作（絵）
- ART SPACE TOKYO[2]（Editor:Ashley Rewlings　Publisher/Art Director/Cover illustraition:Craig Mod　Profile&Space illustretion:Nobumasa Takahashi　2010年10月再版 発売元：PRE/POST ）
- B型のオンナ（著：奥井亜紀　絵：高橋信雅　2008年 販売元：文化放送メディアブリッジ）
- 軽井沢令嬢物語 （著：諸田玲子　絵：高橋信雅　2010年 販売元：潮出版社）
- 哲メン図鑑 （絵：高橋信雅　文：樫辺勒　2011年 販売元：五月書房）
- Tôkyô, portraits et fictions （Author:Manuel Tardits　Art:Nobumasa Takahashi + Stephane Lagre　2011年10月 販売元：LE GAC PRESS ）
- TOKYO, RITRATTO DI UNA CITTA（Author:Manuel Tardits　Art:Nobumasa Takahashi + Stephane Lagre　Translation:Fedrico Simonti

　2013年11月 販売元：ODOYA libro ）
- 東京断想（著者：マニュエル・タルディッツ　アートワーク：高橋信雅、ステファヌ・ラグレ　日本語版翻訳：石井朱美　2014年4月 販売元：鹿島出版会）